# Campionati del mondo di corsa in montagna 2018
I Campionati del mondo di corsa in montagna 2018 si sono disputati a Canillo, ad Andorra, il 16 settembre 2018 sotto il nome di "World Mountain Running Championships". Il titolo maschile è stato vinto da Robert Chemonges, quello femminile da Murigi Lucy Wambui. I mondiali di corsa in montagna sono, a partire dal 2009 compreso, una competizione riconosciuta ufficialmente dalla International Association of Athletics Federations (IAAF). 

## Uomini seniores
Individuale
| Pos.    | Atleta             | Nazione     | Tempo     |
| ------- | ------------------ | ----------- | --------- |
| Oro     | Robert Chemonges   | Uganda      | 55'37"    |
| Argento | Joel Ayeko         | Uganda      | 55'38"    |
| Bronzo  | Victor Kiplangat   | Uganda      | 55'54"    |
| 4       | Joseph Gray        | Stati Uniti | 57'08"    |
| 5       | Johan Bugge        | Norvegia    | 58'25"    |
| 6       | Jacob Adkin        | Regno Unito | 58'31"    |
| 7       | Francesco Puppi    | Italia      | 59'12"    |
| 8       | Martin Dematteis   | Italia      | 59'31"    |
| 9       | Bernard Dematteis  | Italia      | 59'48"    |
| 10      | Juan Carlos Carera | Messico     | 1h 00'02" |

Squadre
| Pos.    | Squadra  | Punti |
| ------- | -------- | ----- |
| Oro     | Uganda   | 6     |
| Argento | Italia   | 24    |
| Bronzo  | Norvegia | 42    |

## Uomini juniores
Individuale
| Pos.    | Atleta           | Nazione     | Tempo  |
| ------- | ---------------- | ----------- | ------ |
| Oro     | Dan Chebet       | Uganda      | 35'49" |
| Argento | Mathew Chepkurui | Uganda      | 36'05" |
| Bronzo  | Oscar Chelimo    | Uganda      | 36'42" |
| 4       | Joseph Dugdale   | Regno Unito | 39'37" |
| 5       | Gabriel Bularda  | Romania     | 39'54" |
| 6       | Hüseyin Can      | Turchia     | 40'08" |
| 7       | Matthew Mackay   | Regno Unito | 40'17" |
| 8       | Islam Adli       | Turchia     | 40'24" |
| 9       | Veysel Timüncin  | Turchia     | 40'35" |
| 10      | Isacco Costa     | Italia      | 40'37" |

Squadre
| Pos.    | Squadra     | Punti |
| ------- | ----------- | ----- |
| Oro     | Uganda      | 6     |
| Argento | Regno Unito | 22    |
| Bronzo  | Turchia     | 23    |

## Donne seniores
Individuale
| Pos.    | Atleta              | Nazione     | Tempo     |
| ------- | ------------------- | ----------- | --------- |
| Oro     | Lucy Wambui Murigi  | Kenya       | 1h 04'55" |
| Argento | Maude Mathys        | Svizzera    | 1h 06'00" |
| Bronzo  | Viola Jelagat       | Kenya       | 1h 06'26" |
| 4       | Patricia Chepkwemoi | Uganda      | 1h 06'38" |
| 5       | Kristyna Dvorakova  | Rep. Ceca   | 1h 07'20" |
| 6       | Andrea Mayr         | Austria     | 1h 07'37" |
| 7       | Emily Collinge      | Regno Unito | 1h 07'57" |
| 8       | Silvia Schwaiger    | Slovacchia  | 1h 09'24" |
| 9       | Christel Dewalle    | Francia     | 1h 09'46" |
| 10      | Sara Tunstall       | Regno Unito | 1h 10'24" |

Squadre
| Pos.    | Squadra     | Punti |
| ------- | ----------- | ----- |
| Oro     | Kenya       | 17    |
| Argento | Regno Unito | 39    |
| Bronzo  | Francia     | 49    |

## Donne juniores
Individuale
| Pos.    | Atleta                | Nazione  | Tempo  |
| ------- | --------------------- | -------- | ------ |
| Oro     | Risper Chebet         | Uganda   | 41'19" |
| Argento | Lisa Oed              | Germania | 41'54" |
| Bronzo  | Betty Chebet          | Uganda   | 43'07" |
| 4       | Alessia Scaini        | Italia   | 43'30" |
| 5       | Angela Mattevi        | Italia   | 44'08" |
| 6       | Alexia Hecico         | Romania  | 45'22" |
| 7       | Malaurie Mattana      | Francia  | 45'25" |
| 8       | Esther Yeg Chepkwemoi | Uganda   | 45'53" |
| 9       | Gaia Colli            | Italia   | 46'12" |
| 10      | Constance Parrot      | Francia  | 46'42" |

Squadre
| Pos.    | Squadra | Punti |
| ------- | ------- | ----- |
| Oro     | Uganda  | 12    |
| Argento | Italia  | 18    |
| Bronzo  | Romania | 29    |

## Medagliere
| Posizione | Paese       | Oro | Argento | Bronzo | Totale |
| --------- | ----------- | --- | ------- | ------ | ------ |
| 1         | Uganda      | 6   | 2       | 3      | 11     |
| 2         | Kenya       | 2   | 0       | 1      | 3      |
| 3         | Italia      | 0   | 2       | 0      | 2      |
| 3         | Regno Unito | 0   | 2       | 0      | 2      |
| 5         | Svizzera    | 0   | 1       | 0      | 1      |
| 5         | Germania    | 0   | 1       | 0      | 1      |
| 7         | Norvegia    | 0   | 0       | 1      | 1      |
| 7         | Romania     | 0   | 0       | 1      | 1      |
| 7         | Turchia     | 0   | 0       | 1      | 1      |
| 7         | Francia     | 0   | 0       | 1      | 1      |